# François Richard de La Vergne
Pour les articles homonymes, voir François Richard et Richard.
François Marie Benjamin Richard de La Vergne, né à Nantes le 1er mars 1819 et mort à Paris le 28 janvier 1908, est un prélat français, qui est cardinal et le 131e archevêque de Paris.

## Biographie
François Richard de La Vergne est le fils de Louis François Richard de La Vergne (1763-1839), docteur en médecine, archéologue et naturaliste, et de Marie Rosalie Poupard. Il est le neveu de Charles Marie Richard.
Après des études au séminaire Saint-Sulpice, il est ordonné prêtre le 21 décembre 1844 à Nantes. Il devient secrétaire de l'évêque de Nantes, Antoine-Mathieu-Alexandre Jaquemet en 1849, puis vicaire général et directeur de l'enseignement libre du diocèse de Nantes de 1850 à 1870.
Fin 1871, il est nommé évêque de Belley, où il s'installe début 1872. Il y met en route le procès pour la béatification du curé d'Ars.
Le 7 mai 1875, il devient coadjuteur du cardinal Guibert, archevêque de Paris, auquel il succède le 8 juillet 1886.
Il est créé cardinal par le pape Léon XIII lors du consistoire du 24 mai 1889, avec le titre de S. Maria in Via.
À Paris, il met beaucoup d'énergie pour faire achever la basilique du Sacré-Cœur de Montmartre, qu'il inaugure le 5 juin 1891.
En 1901, il engage une procédure instituant un tribunal ecclésiastique qui a mission d’instruire la cause des martyrs de septembre 1792 (3 évêques, 183 prêtres et 5 laïcs), cause qui aboutira ultérieurement à leur béatification en 1926,.
Politiquement, le cardinal Richard est attaché par des liens d'estime et de sympathie aux catholiques monarchistes. En 1892, quand Léon XIII recommande par son encyclique Au milieu des sollicitudes le « Ralliement » des catholiques à la République, le cardinal crée l'Union de la France chrétienne afin d’unir tous les catholiques sur la seule base de la défense de religion. Les monarchistes s’opposent à ce ralliement et à la politique que cette union représente ; finalement, suivant le désir du pape, l'union est dissoute.
En de nombreuses occasions, le cardinal Richard parle pour défendre les congrégations religieuses et Léon XIII lui adresse une lettre (27 décembre 1900) concernant les religieux menacés par la Loi sur les Associations qu’on projetait alors. À la suite de la loi de 1905, il doit quitter en décembre 1906 l'hôtel du Châtelet, résidence des archevêques de Paris depuis 1849, confisqué par la nouvelle loi.
Il meurt douze mois plus tard.
Dans le domaine hagiographique, il se distingue en publiant une Vie de la bienheureuse Françoise d'Amboise (1865) et Saints de l'Église de Bretagne (1872).
Il repose dans la crypte de la basilique du Sacré-Cœur de Montmartre où sa statue est une œuvre d'Hippolyte Lefèbvre.

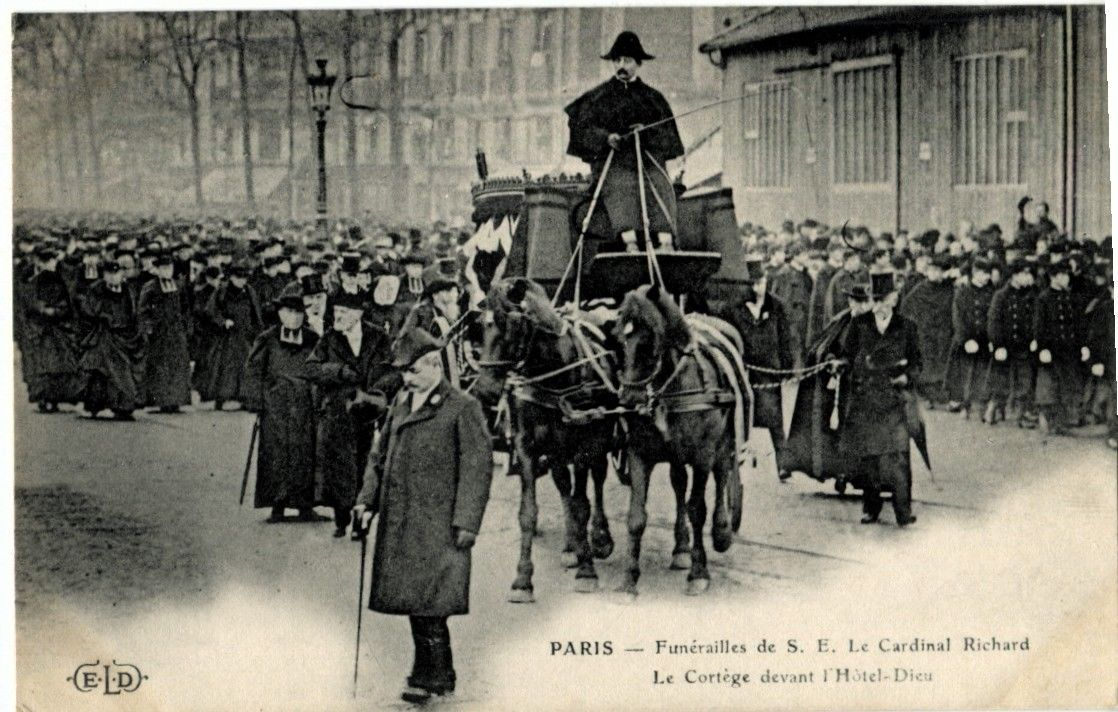
Cortège funèbre du cardinal Richard.

## Succession apostolique
François Richard de La Vergne a ordonné les évêques suivants :
- Évêque François-Marie Duboin, C.S.Sp. (1876)
- Évêque Antoine-Marie-Hippolyte Carrie, C.S.Sp. (1886)
- Évêque Jacques-Théodore Lamarche (1888)
- Évêque François Lagrange (1890)
- Évêque Eugène-Louis Kleiner, M.E.P. (1890)
- Archevêque Gustave Mutel, M.E.P. (1890)
- Archevêque Hilarion Joseph Montéty Pailhas (pl), C.M. (1891)
- Archevêque François-Joseph-Edwin Bonnefoy (1893)
- Évêque Jacques-Paul-Antonin Fabre (ru) (1893)
- Évêque Henri Pelgé (1894)
- Archevêque Gaspard-Marie-Michel-André Latty (1894)
- Archevêque François Lesné (de), C.M. (1896)
- Évêque Louis-Jules Baron (1896)
- Cardinal Pietro Gasparri (1898)
- Évêque Marie-Prosper-Adolphe de Bonfils (1898)
- Évêque Augustin Prosper Hacquard, M.Afr. (1898)
- Évêque Édouard-Adolphe Cantel (1899)

## Postérité

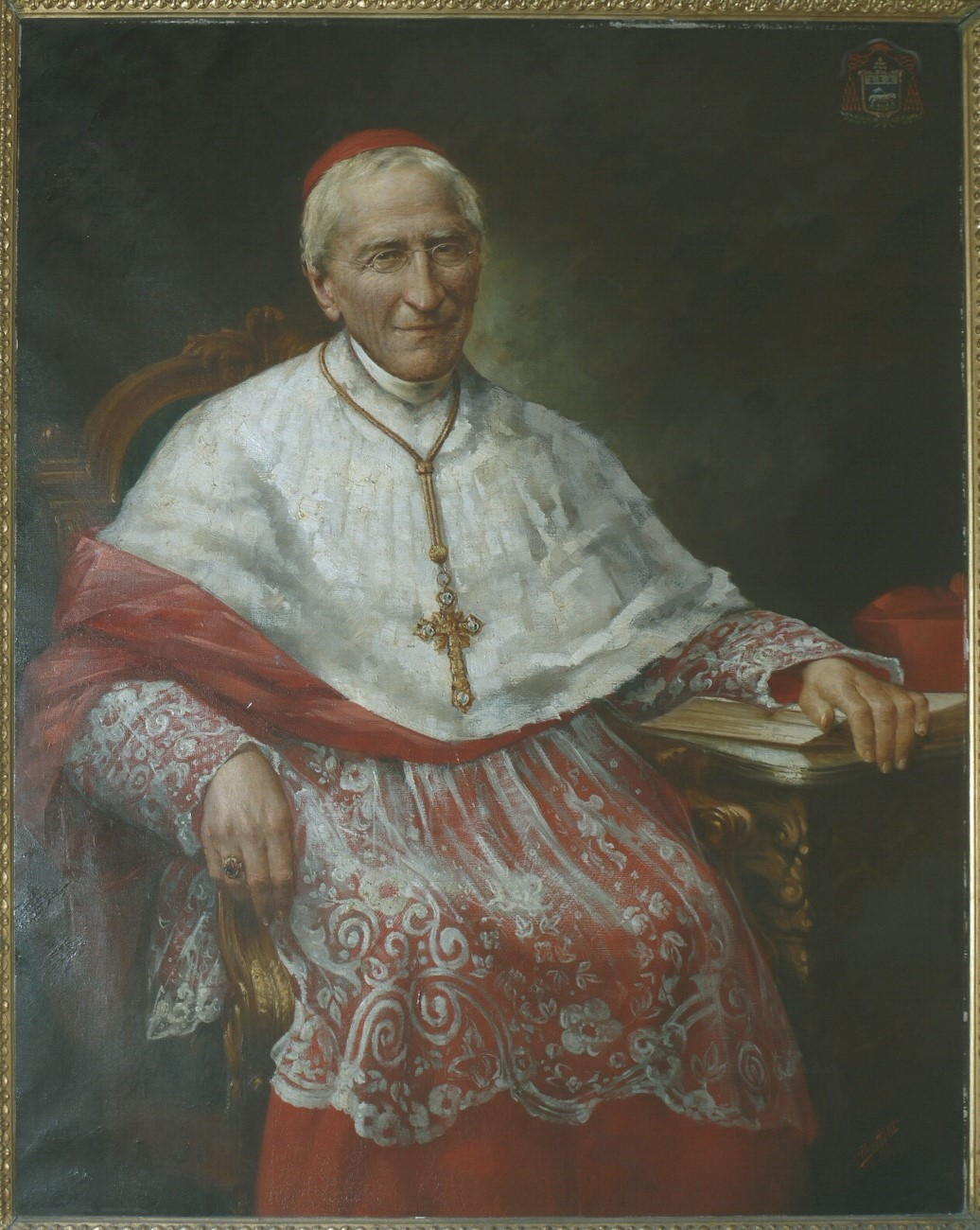
Portrait du cardinal Richard.

### Ouverture d'une cause de béatification
Une cause de béatification fut ouverte dans l'archevêché de Paris, qui est le diocèse où il décéda.

### Le jugement d'Alfred Loisy
Dans Choses passées (1912), Alfred Loisy, prêtre excommunié en 1908, écrit de lui :

« C'était un homme d'un autre âge : la langue qu'il parlait ne me disait rien, et il n'entendait pas celle dont j'avais appris à me  servir. Son esprit n'était pas très cultivé ; mais il était loin d'être aussi borné que parfois on le disait tout bas dans son clergé. Il avait apporté de sa Bretagne une foi de granit que nul doute n'avait jamais dû effleurer. Il voulait être juste ; il était bon ; j'ai entendu dire par des personnes de son intimité qu'il était très charitable. Mais il était fort mal préparé à entendre la question biblique et l'on peut dire toutes les questions contemporaines. Il croyait fermement à la théologie, à la tradition de l'Église, et il y conformait docilement son esprit, où ne logeait aucune idée personnelle ; que d'autres, surtout des prêtres, trouvassent quelque difficulté à cette soumission absolue de l'intelligence, c'était pour lui une sorte de mystère, un mystère qui cachait une perversité de l'âme. Nourrir une pensée propre, qui ne s'accordait pas avec la pensée de l'Église, était le fait d'un esprit orgueilleux, livré à Satan. Et la pensée de l'Église, le vénérable cardinal n'avait guère le temps de la chercher dans les livres, dans une étude personnelle des documents ecclésiastiques anciens et nouveaux. Des théologiens très sûrs, appartenant à des ordres religieux, l'aidaient à la discerner. Avec cela, conscience méticuleuse des responsabilités de sa charge et souci de veiller à la pureté de la doctrine aussi bien qu'à l'observation de la discipline dans son clergé et dans les établissements catholiques de son diocèse. »